# Krakra Pernický
Krakra Pernický (bulharsky Кракра Пернишки) byl v 11. století feudál pocházející z První bulharské říše. Jeho panství, jehož centrem byl Pernik, čítalo 36 pevností v dnešním jihozápadním Bulharsku. Je znám pro svůj hrdinský odpor proti byzantskému obléhání při nejrůznějších příležitostech.